# Temelucha morongana
Temelucha morongana är en stekelart som beskrevs av Dasch 1979. Temelucha morongana ingår i släktet Temelucha och familjen brokparasitsteklar. Inga underarter finns listade i Catalogue of Life.